# Cathartes melambrotus
El aura selvática (Cathartes melambrotus) es una especie de ave Cathartiformes de la familia Cathartidae. Es también conocido como zamuro grande de cabeza amarilla, guala amazónica, urubú de la selva, urubú grande de cabeza amarilla y oripopo cabeza amarilla mayor. 
Era considerada la misma especie que el aura sabanera (Cathartes burrovianus) hasta que ambas especies fueron separadas taxonómicamente en 1964.
No se conocen subespecies.
Habita los bosques tropicales húmedos de tierras bajas en Sudamérica y el sur de América Central. 
Es un ave bastante grande, con una envergadura de 165 a 210 cm, un peso de 1,2 a 3,2 kg y un tamaño de 70-84 cm de largo. 
El plumaje del cuerpo es negro y la cabeza y el cuello, que no tienen plumas, varían en color de amarillo profundo a naranjo pálido. Carece de una siringe y sus vocalizaciones se limitan a gruñidos y siseos bajos.
Se alimenta de carroña y localiza los cadáveres a la vista y el olfato, una capacidad poco común en las aves. Debido a que su pico no es suficientemente fuerte para abrir los gruesos cueros de los cadáveres de animales grandes, depende de otros buitres más grandes, como el zopilote rey (Sarcoramphus papa), para esto.
Al igual que otros buitres americanos, el aura selvática utiliza térmicas para permanecer en el aire con un esfuerzo mínimo. No construye nidos: pone sus huevos sobre superficies planas, como suelos de cuevas, o en los huecos de troncos. Alimenta a sus crías por regurgitación.

## Descripción

Diagrama que muestra la coloración general

El aura selvática es un ave grande, con un tamaño de 64-75 cm de largo, una cola de 25-29 cm, una envergadura de 165 a 210 cm y un peso de 1,2 a 3,2 kg. Su plumaje es negro con un brillo verde o morado. La garganta y las partes laterales de la cabeza no tienen plumas. La piel de la cabeza tiene un color que varia desde amarillo oscura hasta naranja pálido. La corona es de color azul grisáceo. La nuca y la zona cerca de las fosas nasales son de color rosado. La parte inferior de las alas es negro, mientras que las plumas de vuelo tienen un tono más claro. Las once plumas primarias parecen tener un color blanco cuando son vistos desde arriba. La cola es redondeada y relativamente larga para un buitre, y se extiende ligeramente más allá de la punta del ala cerrada. No hay dimorfismo sexual. La cabeza de los juveniles, que de otro modo se parecen a los adultos, es gris opaco. El iris de sus ojos es de color rojo, las patas son de color negro, y el pico es de color carne. El ojo tiene una fila incompleta de pestañas en el párpado superior y dos filas en el párpado inferior. Su pico es grueso, redondeado y tiene una punta enganchada. La base del pico tiene una cera suave. Las aperturas de las fosas nasales son alargadas y carecen de tabique. Como los demás buitres americanos, el aura selvática carece de siringe, y por lo tanto no puede emitir otro sonido que un silbido bajo. Debido a su hábito de urohidrosis, las partes escamosas de sus piernas a menudo tienen una apariencia blanca como resultado del ácido úrico. Los dedos delanteros de los pies son largos y no están adaptados a agarrar. 
Su apariencia es semejante a la del aura sabanera (Cathartes burrovianus); sin embargo, se distingue de esta en varios aspectos: es más grande y más robusto que C. burrovianus, y tiene una cola más larga y más ancha; su plumaje es negro brillante, mientras que el plumaje de C. burrovianus es marrón oscuro; Sus patas son de color más oscuro y su cabeza es más amarilla y menos naranja/rosada que en el caso de C. burrovianus. Además, su vuelo es más estable que el de C. burrovianus. A diferencia de los demás miembros del género Cathartes, el aura selvática tiene plumas de vuelo primarias relativamente oscuras, que contrastan ligeramente con las plumas de vuelo secundarias y las primarias externas, que son más pálidas. El aura selvática prefiere vivir en los bosques, mientras que el aura sabanera prefiere las sabanas. El aura selvática también es un poco más grande que el aura gallipavo; solo puede ser diferenciada de esta especie, desde relativamente cerca, por la coloración de cabeza diferente. La coloración inferior de las alas es similar a la del aura gallipavo, pero el aura selvática por lo general tiene una banda ancha y ligeramente más oscura que corre verticalmente por la mitad de las alas.

## Distribución y hábitat
El aura selvática se distribuye en la Cuenca Amazónica tropical en América del Sur, incluyendo el sudeste de Colombia, el sur y el este de Venezuela, Guyana, Guayana Francesa, Surinam, el norte y el oeste de Brasil, el norte de Bolivia, el este de Perú y el este de Ecuador. En Centroamérica se distribuye en Panamá y Nicaragua. No ocurre en los Andes, ni en las tierras bajas del oeste o al norte de los Andes, tampoco en las regiones relativamente abiertas en el norte y  oriente de América del Sur, o en las regiones subtropicales del sur. Cuenta con una amplia distribución con una extensión total estimada de 6.650.000 km².
Habita bosque húmedo tropical de tierras bajas. En general no se encuentran en regiones de gran altitud. Es común en las zonas con bosques densos. Puede vagar por sabanas of pastizales, pero es raro que se aleje mucho de las zonas boscosas que proporcionan refugio y posibilidades de anidación.

## Comportamiento
El aura selvática pasa la noche en altos árboles muertos que ofrecen una buena vista sobre el terreno circundante. Al buscar alimento, suele volar solo o en parejas, rara vez en grupos. Su vuelo es pesado y constante. Vuela planeando, manteniendo sus alas en posición horizontal o ligeramente arriba de lo horizontal, en una posición conocida como «posición diedro». Tiene un típico vuelo estático, utilizando térmicas para mantener su altitud sin la necesidad de batir sus alas. 
Al igual que cigüeñas y otros buitres americanos, tiene el hábito poco común de urohidrosis, orinando o defecando sobre sus propias patas para disipar el calor por evaporación.

### Alimentación
El aura selvática subsiste de carroña, incluyendo la de animales atropellados y de otros animales muertos. Prefiere carroña con carne fresca, pero a menudo no puede hacer el primer corte en los cadáveres porque su pico no es suficientemente fuerte para romper los gruesos cueros de animales grandes. No come carroña en estado de descomposición avanzada, ya que esta está contaminada con toxinas microbianas. Bebe agua desde charcos, estanques, o cualquier otro recipiente de agua. Al igual que otros buitres, desempeña un papel importante en el ecosistema, deshaciéndola de la carroña que de otro modo representaría un brote de enfermedades.
Busca la carroña con su aguda vista, pero también utiliza su sentido del olfato, un sentido compartido con los demás miembros del género Cathartes, pero poco común en el mundo de las aves. Localiza carroña al detectar el olor del etanotiol, un gas producido al inicio de la descomposición en los animales muertos.
El lóbulo olfativo de su cerebro, responsable del procesamiento de los olores, es particularmente grande en comparación con otros animales. Esta característica de los buitres americanos ha sido utilizada por los seres humanos: se inyecta etanotiol en los oleoductos y, a continuación, los ingenieros en busca de fugas monitorean los vuelos de los buitres que buscan alimento.
El zopilote rey (Sarcoramphus papa), que carece de la habilidad de oler carroña, sigue al aura selvática hacia los cadáveres, en donde el zopilote rey rompe la piel del animal muerto. Esto le da al aura selvática acceso a las partes comestibles, ya que no posee un pico suficientemente fuerte para desgarrar el grueso cuero de animales grandes. Este es un ejemplo de dependencia mutua entre especies. A pesar de esto, el aura selvática es generalmente desplazada y alejada de los cadáveres tanto por el zopilote rey como por el aura gallipavo (Cathartes aura), pues estos poseen un tamaño mayor.

### Reproducción
El aura selvática no construye nidos, sino que pone sus huevos en la cornisa de un acantilado. Generalmente pone dos huevos de color crema con manchas marrones y grises, en particular alrededor de la parte más grande. Una nidada puede variar entre uno y tres huevos, aunque dos suele ser la norma. Los polluelos son altriciales; es decir, nacen ciegos, desnudos y relativamente inmóviles; no producen plumones sino hasta más tarde. Los padres alimentan a sus crías regurgitando en su pico comida predigerida, de donde los polluelos entonces la beben. Las crías salen del nido a los dos o tres meses.

## Conservación
El aura selvática es un ave de preocupación menor de acuerdo a la UICN. Tiene un área de distribución estimado de 6.650.000 km² y una población estimada de 100.000 individuos adultos.
Hay pruebas que sugieren una disminución de la población de la especie, pero esta tendencia no es lo suficientemente importante como para justificar una actualización en el estado de conservación.

## Taxonomía
En 1964, el aura selvática fue separado taxonómicamente del aura sabanera y reconocido como una especie distinta. Fue descrito como tal por Alexander Wetmore. 
El aura selvática es un miembro de la familia Cathartidae, junto con las otras seis especies de buitres americanos, y se incluye en el género Cathartes con el aura gallipavo (C. aura) y la ya mencionada aura sabanera (C. burrovianus). Al igual que otros buitres americanos, el aura selvática tiene un número cromosómico diploide de 80.
El nombre del género, Cathartes, significa «purificador» y viene de la forma latinizada de la palabra griega kathartēs/καθαρτης.
No existe claridad sobre la posición taxonómica exacta del aura selvática y las demás seis especies de buitres americanos. A pesar de que los buitres del Nuevo Mundo y los buitres eurasiáticos tienen una apariencia y funciones ecológicas semejantes, ambos grupos evolucionaron de ancestros distintos en diferentes partes del mundo. La medida en la que son diferentes es donde se enfoca actualmente el debate, con algunas de las autoridades taxonómicas más antiguas sugiriendo que los buitres americanos pueden ser ciconiformes y que están más estrechamente relacionados con las cigüeñas.
Autoridades taxonómicas más recientes colocan los buitres americanos en el orden Accipitriformes junto con los buitres del Viejo Mundo, o los colocan en su propio orden: Cathartiformes.